# Théophile de Viau

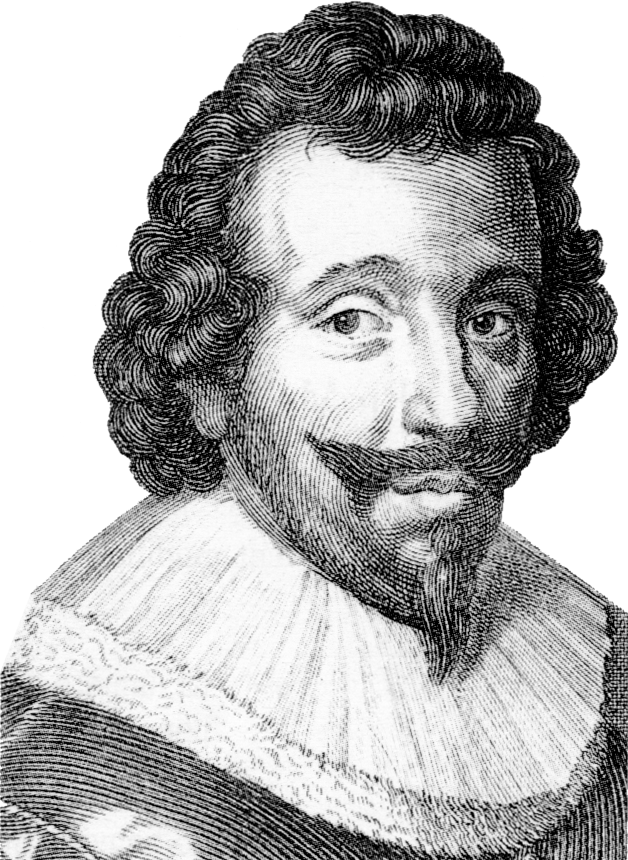
Théophile de Viau.

Théophile de Viau, född 1590, död den 25 september 1626, var en fransk författare (ofta benämnd endast med sitt förnamn). 
de Viau fick i Paris jesuiterna till fiender på grund av sin satiriska penna och sin kalvinska bekännelse. Anklagad som upphovsman till lättfärdiga poem, måste han vistas i landsflykt 1619-21, blev anklagad ånyo och dömd till döden, men benådades med landsflykt. de Viaus tragedi Pyrame et Thisbé (1617) är skriven i det yppiga spanskitalienska concettimaner, som var på modet mellan plejadskalderna och Corneille. I sina oden och epistlar visar han inte sällan goda ingivelser, och hans prosa (i försvarsskriften Apologie, i Fragments d’une histoire comique med mera) är för sin tid framstående. Diktsamlingen Le parnasse satyrìque (1623) utgavs under de Viaus namn. de Viaus arbeten var en tid bortåt mycket uppburna. De bildar inledningen till den preciösa litteraturriktningen. De utgavs i 3 band 1626 (flera upplagor).